# Paris Masters
Il Paris Masters, noto come Rolex Paris Masters per ragioni di sponsorizzazione e, in passato, come Masters di Parigi-Bercy, è un torneo di tennis maschile appartenente alla categoria ATP Tour Masters 1000, ovvero la categoria più importante dopo i quattro tornei del Grande Slam e le ATP Finals.
Si tiene in Francia e fu istituito nel 1969 come Paris Open; si è tenuto ininterrottamente da allora tranne che nel 1971 e nel triennio 1983-85. Fino al 1982 fu disputato allo Stade de Coubertin, dal 1986 fino al 2024, presso l'Accor Arena di Bercy, nel XII arrondissement della capitale francese. Dal 2025 si terrà presso La Défense Arena, nel distretto di La Défense a ovest di Parigi. 
La manifestazione è l'ultimo appuntamento della stagione agonistica prima delle Finals.
Oltre al titolo singolare è in palio anche quello di doppio, istituito nel 1972; nella prima classe di competizione il record di vittorie appartiene al serbo Novak Đoković, autore di sette successi, mentre nella seconda il palmarès è capeggiato dalla coppia di gemelli statunitensi Bob e Mike Bryan, con quattro successi complessivi.

## Albo d'oro

### Singolare
| Anno       | Vincitore           | Finalista           | Punteggio                     |
| ---------- | ------------------- | ------------------- | ----------------------------- |
| 1969       | Tom Okker (1)       | Butch Buchholz      | 8–6, 6–2, 6–1                 |
| 1970       | Arthur Ashe         | Marty Riessen       | 7–6, 6–4, 6–3                 |
| 1971       | Non disputato       | Non disputato       | Non disputato                 |
| 1972       | Stan Smith          | Andrés Gimeno       | 6–2, 6–2, 7–5                 |
| 1973       | Ilie Năstase        | Stan Smith          | 4–6, 6–1, 3–6, 6–0, 6–2       |
| 1974       | Brian Gottfried (1) | Eddie Dibbs         | 6–3, 5–7, 8–6, 6–0            |
| 1975       | Tom Okker (2)       | Arthur Ashe         | 6–3, 2–6, 6–3, 3–6, 6–4       |
| 1976       | Eddie Dibbs         | Jaime Fillol        | 5–7, 6–4, 6–4, 7–6            |
| 1977       | Corrado Barazzutti  | Brian Gottfried     | 7–6, 7–6, 6–7, 3–6, 6–4       |
| 1978       | Robert Lutz         | Tom Gullikson       | 6–2, 6–2, 7–6                 |
| 1979       | Harold Solomon      | Corrado Barazzutti  | 6–3, 2–6, 6–3, 6–4            |
| 1980       | Brian Gottfried (2) | Adriano Panatta     | 4–6, 6–3, 6–1, 7–6            |
| 1981       | Mark Vines          | Pascal Portes       | 6–2, 6–4, 6–3                 |
| 1982       | Wojciech Fibak      | Bill Scanlon        | 6–2, 6–2, 6–2                 |
| 1983- 1985 | Non disputato       | Non disputato       | Non disputato                 |
| 1986       | Boris Becker (1)    | Sergio Casal        | 6–4, 6–3, 7–6                 |
| 1987       | Tim Mayotte         | Brad Gilbert        | 2–6, 6–3, 7–5, 6–7, 6–3       |
| 1988       | Amos Mansdorf       | Brad Gilbert        | 6–3, 6–2, 6–3                 |
| 1989       | Boris Becker (2)    | Stefan Edberg       | 6–4, 6–3, 6–3                 |
| 1990       | Stefan Edberg       | Boris Becker        | 3–3 ritirato                  |
| 1991       | Guy Forget          | Pete Sampras        | 7–6(9), 4–6, 5–7, 6–4, 6–4    |
| 1992       | Boris Becker (3)    | Guy Forget          | 7–6(3), 6–3, 3–6, 6–3         |
| 1993       | Goran Ivanišević    | Andrij Medvedjev    | 6–4, 6–2, 7–6(2)              |
| 1994       | Andre Agassi (1)    | Marc Rosset         | 6–3, 6–3, 4–6, 7–5            |
| 1995       | Pete Sampras (1)    | Boris Becker        | 7–6(5), 6–4, 6–4              |
| 1996       | Thomas Enqvist      | Evgenij Kafel'nikov | 6–2, 6–4, 7–5                 |
| 1997       | Pete Sampras (2)    | Jonas Björkman      | 6–3, 4–6, 6–3, 6–1            |
| 1998       | Greg Rusedski       | Pete Sampras        | 6–4, 7–6(4), 6–3              |
| 1999       | Andre Agassi (2)    | Marat Safin         | 7–6(1), 6–2, 4–6, 6–4         |
| 2000       | Marat Safin (1)     | Mark Philippoussis  | 3–6, 7–6(7), 6–4, 3–6, 7–6(8) |
| 2001       | Sébastien Grosjean  | Evgenij Kafel'nikov | 7–6(3), 6–1, 6(5)–7, 6–4      |
| 2002       | Marat Safin (2)     | Lleyton Hewitt      | 7–6(4), 6–0, 6–4              |
| 2003       | Tim Henman          | Andrei Pavel        | 6–2, 7–6(6), 7–6(2)           |
| 2004       | Marat Safin (3)     | Radek Štěpánek      | 6–3, 7–6, 6–3                 |
| 2005       | Tomáš Berdych       | Ivan Ljubičić       | 6–3, 6–4, 3–6, 4–6, 6–4       |
| 2006       | Nikolaj Davydenko   | Dominik Hrbatý      | 6–1, 6–2, 6–2                 |
| 2007       | David Nalbandian    | Rafael Nadal        | 6–4, 6–0                      |
| 2008       | Jo-Wilfried Tsonga  | David Nalbandian    | 6–3, 4–6, 6–4                 |
| 2009       | Novak Đoković (1)   | Gaël Monfils        | 6–2, 5–7, 7–6(3)              |
| 2010       | Robin Söderling     | Gaël Monfils        | 6–1, 7–6(1)                   |
| 2011       | Roger Federer       | Jo-Wilfried Tsonga  | 6–1, 7–6(3)                   |
| 2012       | David Ferrer        | Jerzy Janowicz      | 6–4, 6–3                      |
| 2013       | Novak Đoković (2)   | David Ferrer        | 7–5, 7–5                      |
| 2014       | Novak Đoković (3)   | Milos Raonic        | 6–2, 6–3                      |
| 2015       | Novak Đoković (4)   | Andy Murray         | 6–2, 6–4                      |
| 2016       | Andy Murray         | John Isner          | 6–3, 6(4)–7, 6–4              |
| 2017       | Jack Sock           | Filip Krajinović    | 5–7, 6–4, 6–1                 |
| 2018       | Karen Chačanov      | Novak Đoković       | 7–5, 6–4                      |
| 2019       | Novak Đoković (5)   | Denis Shapovalov    | 6–3, 6–4                      |
| 2020       | Daniil Medvedev     | Alexander Zverev    | 5–7, 6–4, 6–1                 |
| 2021       | Novak Đoković (6)   | Daniil Medvedev     | 4–6, 6–3, 6–3                 |
| 2022       | Holger Rune         | Novak Đoković       | 3–6, 6–3, 7–5                 |
| 2023       | Novak Đoković (7)   | Grigor Dimitrov     | 6–4, 6–3                      |
| 2024       | Alexander Zverev    | Ugo Humbert         | 6–2, 6–2                      |

### Doppio
| Anno       | Vincitori                                | Finalisti                              | Punteggio              |
| ---------- | ---------------------------------------- | -------------------------------------- | ---------------------- |
| 1972       | Pierre Barthes François Jauffret (1)     | Andrés Gimeno Juan Gisbert             | 6–7, 6–2, 6–3          |
| 1973       | Juan Gisbert Ilie Năstase (1)            | Arthur Ashe Roscoe Tanner              | 6–3, 6–4               |
| 1974       | Patrice Dominguez François Jauffret (2)  | Brian Gottfried Raúl Ramírez           | 7–5, 6–4               |
| 1975       | Wojciech Fibak Karl Meiler               | Ilie Năstase Tom Okker                 | 6–3, 9–8               |
| 1976       | Tom Okker Marty Riessen                  | Fred McNair Sherwood Stewart           | 6–2, 6–2               |
| 1977       | Brian Gottfried (1) Raúl Ramírez         | Jeff Borowiak Roger Taylor             | 6–2, 6–0               |
| 1978       | Bruce Manson Andrew Pattison             | Ion Țiriac Guillermo Vilas             | 7–6, 6–2               |
| 1979       | Jean-Louis Haillet Gilles Moretton       | John Lloyd Tony Lloyd                  | 7–6, 7–6               |
| 1980       | Paolo Bertolucci Adriano Panatta         | Brian Gottfried Raymond Moore          | 6–4, 6–4               |
| 1981       | Ilie Năstase (2) Yannick Noah            | Andrew Jarrett Jonathan Smith          | 6–4, 6–4               |
| 1982       | Brian Gottfried (2) Bruce Manson         | Jay Lapidus Richard Meyer              | 6–4, 6–2               |
| 1983- 1985 | Non disputato                            | Non disputato                          | Non disputato          |
| 1986       | Peter Fleming John McEnroe (1)           | Mansour Bahrami Diego Perez            | 6–3, 6–2               |
| 1987       | Jakob Hlasek Claudio Mezzadri            | Scott Davis David Pate                 | 7–6, 6–2               |
| 1988       | Paul Annacone John Fitzgerald (1)        | Jim Grabb Christo van Rensburg         | 6–2, 6–2               |
| 1989       | John Fitzgerald (2) Anders Järryd (1)    | Jakob Hlasek Éric Winogradsky          | 7–6, 6–4               |
| 1990       | Scott Davis David Pate                   | Darren Cahill Mark Kratzmann           | 7–6, 7–6               |
| 1991       | John Fitzgerald (3) Anders Järryd (2)    | Kelly Jones Rick Leach                 | 3–6, 6–3, 6–2          |
| 1992       | John McEnroe (2) Patrick McEnroe         | Patrick Galbraith Danie Visser         | 6–4, 6–2               |
| 1993       | Byron Black Jonathan Stark               | Tom Nijssen Cyril Suk                  | 4–6, 7–5, 6–2          |
| 1994       | Jacco Eltingh (1) Paul Haarhuis (1)      | Byron Black Jonathan Stark             | 3–6, 7–6, 7–5          |
| 1995       | Grant Connell Patrick Galbraith          | Jim Grabb Todd Martin                  | 6–2, 6–2               |
| 1996       | Jacco Eltingh (2) Paul Haarhuis (2)      | Evgenij Kafel'nikov Daniel Vacek       | 6–4, 4–6, 7–6          |
| 1997       | Jacco Eltingh (3) Paul Haarhuis (3)      | Rick Leach Jonathan Stark              | 6–2, 7–6(8)            |
| 1998       | Mahesh Bhupathi (1) Leander Paes         | Jacco Eltingh Paul Haarhuis            | 6–4, 6–2               |
| 1999       | Sébastien Lareau Alex O'Brien            | Paul Haarhuis Jared Palmer             | 7–6(7), 7–5            |
| 2000       | Nicklas Kulti Maks Mirny (1)             | Paul Haarhuis Daniel Nestor            | 6–4, 7–5               |
| 2001       | Ellis Ferreira Rick Leach                | Mahesh Bhupathi Leander Paes           | 3–6, 6–4, 6–3          |
| 2002       | Nicolas Escudé Fabrice Santoro           | Gustavo Kuerten Cédric Pioline         | 6–3, 7–6(6)            |
| 2003       | Wayne Arthurs Paul Hanley                | Michaël Llodra Fabrice Santoro         | 6–3, 1–6, 6–3          |
| 2004       | Jonas Björkman Todd Woodbridge           | Wayne Black Kevin Ullyett              | 6–3, 6–4               |
| 2005       | Bob Bryan (1) Mike Bryan (1)             | Mark Knowles Daniel Nestor             | 6–4, 6(3)–7, 6–4       |
| 2006       | Arnaud Clément Michaël Llodra            | Fabrice Santoro Nenad Zimonjić         | 7–6(4), 6–2            |
| 2007       | Bob Bryan (2) Mike Bryan (2)             | Daniel Nestor Nenad Zimonjić           | 6–3, 7–6(4)            |
| 2008       | Jonas Björkman Kevin Ullyett             | Jeff Coetzee Wesley Moodie             | 6–2, 6–2               |
| 2009       | Daniel Nestor Nenad Zimonjić             | Marcel Granollers Tommy Robredo        | 6–3, 6–4               |
| 2010       | Maks Mirny (2) Mahesh Bhupathi (2)       | Andy Ram Mark Knowles                  | 7–5, 7–5               |
| 2011       | Rohan Bopanna (1) Aisam-ul-Haq Qureshi   | Julien Benneteau Nicolas Mahut         | 6–2, 6–4               |
| 2012       | Mahesh Bhupathi (3) Rohan Bopanna (2)    | Aisam-ul-Haq Qureshi Jean-Julien Rojer | 7–6(6), 6–3            |
| 2013       | Bob Bryan (3) Mike Bryan (3)             | Alexander Peya Bruno Soares            | 6–3, 6–3               |
| 2014       | Bob Bryan (4) Mike Bryan (4)             | Marcin Matkowski Jürgen Melzer         | 7–6(5), 5–7, [10–6]    |
| 2015       | Ivan Dodig Marcelo Melo (1)              | Vasek Pospisil Jack Sock               | 2–6, 6–3, [10–5]       |
| 2016       | Henri Kontinen John Peers                | Pierre-Hugues Herbert Nicolas Mahut    | 6–4, 3–6, [10–6]       |
| 2017       | Łukasz Kubot Marcelo Melo (2)            | Ivan Dodig Marcel Granollers           | 7–6(3), 3–6, [10–6]    |
| 2018       | Marcel Granollers Rajeev Ram             | Jean-Julien Rojer Horia Tecău          | 6–4, 6–4               |
| 2019       | Pierre-Hugues Herbert Nicolas Mahut      | Karen Chačanov Andrej Rublëv           | 6–4, 6–1               |
| 2020       | Félix Auger-Aliassime Hubert Hurkacz     | Mate Pavić Bruno Soares                | 6(3)–7, 7–6(7), [10–2] |
| 2021       | Tim Pütz Michael Venus                   | Pierre-Hugues Herbert Nicolas Mahut    | 6–3, 6(4)–7, [11–9]    |
| 2022       | Wesley Koolhof (1) Neal Skupski          | Ivan Dodig Austin Krajicek             | 7–6(5), 6–4            |
| 2023       | Santiago González Édouard Roger-Vasselin | Rohan Bopanna Matthew Ebden            | 6–2, 5–7, [10–7]       |
| 2024       | Wesley Koolhof (2) Nikola Mektić         | Lloyd Glasspool Adam Pavlásek          | 3–6, 6–3, [10–5]       |